# Denis Shapovalov
Denis Shapovalov, född i Toronto i Canada 15 april 1999, är en kanadensisk tennisspelare. 
Shapovalov bor med sin familj till Kanada.Shapovalov gjorde debut på ATP-touren 2016 och nådde sin hittills högsta ATP-ranking, 10:e plats, den 21 september 2020. Som junior på ITF-touren var han som bäst rankad 2:a. Hans främsta framgång var när han under 2017 års Canada Masters tog sig till semifinal, efter vinster mot bland andra Rafael Nadal och Juan Martin del Potro.